# Jablečný koncentrát
Jablečný koncentrát neboli koncentrovaná jablečná šťáva (angl. apple juice concentrate, zkratka AJC) vzniká průmyslovým zpracováním jablek. Koncentrované šťávy jsou vyráběny i z mnoha jiných druhů ovoce, např. hrušky, višně, pomeranče atd.
Výsledkem je produkt standardizovaných technologických kvalit. Mezi hlavní sledované hodnoty patří cukernatost, pH, obsah kyselin, zákal a zabarvení. Průměrné hodnoty cukernatosti se pohybují mezi 40–55° Brix pro nečiřené koncentráty a 69–73° Brix pro čiřené koncentráty.
Cukernatost přírodního jablečného moštu se pohybuje okolo 13° Brix.

## Výroba
Výroba jablečného koncentrátu probíhá v následujících krocích:
1. Mytí ovoce
2. Drcení a pektolýza drtě pro zvýšení výlisnosti.
3. Lisování na vysokotlakých lisech, kde se výlisnost pohybuje okolo 80–85 %
4. Pasterizace při teplotách okolo 80–85 °C, při které dojde k prvotnímu zmazovatění a odbourání škrobů. V některých případech se provádí UV ozařování z důvodu sterilizace, popř. ošetření oxidem siřičitým. V některých technologických aplikacích je v této fázi také jímáno jablečné aroma, které se při zahřátí moštu ve větší míře uvolňuje.
5. Další zahušťování probíhá při teplotách okolo 60 °C, voda obsažená v jablkách se odpařuje a dochází ke koncentraci cukrů. Tímto způsobem se odstraní více než 2/3 vody původně obsažené v plodech.
6. Po dosažení cílené cukernatosti se zahuštěná jablečná šťáva ochlazuje a skladuje v tancích. Největší skladovací tanky na jablečný koncentrát na světě mají objem v řádech milionů litrů.

Jablečný koncentrát je široce používanou surovinou v potravinářství a je obchodován na komoditním trhu.
Mezi časté aplikace patří průběžná výroba jablečného džusu a cidrů.
Pokud je jablečná šťáva rozředěna vodou zpět na úroveň cukernatosti jablečného moštu, může být označována jako 100% džus.
Ve zpracování pomerančového džusu je běžné označení NFC – Not-from-Concentrate, tedy, že vylisovaný mošt byl pouze pasterizován a nebyl koncentrován.